# Quartier Arsenal (Tarbes)
L'Arsenal est un quartier de la ville de Tarbes, dans le département français des Hautes-Pyrénées, situé à l'est de la ville.

## Origine du nom
Le quartier tient son nom de l'ancien Arsenal de Tarbes qui était l'arsenal, le lieu de fabrication des armes et des munitions et des canons à balles de 1871 jusqu'à 2006.

## Géographie
Le quartier est situé à l'est de la ville entre Aureilhan à l'est et les quartiers de Saint-Antoine au nord, de Laubadère à l'ouest, et du Martinet au sud.
En partie est, il est parcouru par le fleuve de l'Adour.

## Morphologie urbaine
Le quartier au vu de sa conception à garder sa vocation de zones d'activités, avec différents types d'entreprises; bâtiments, logistiques, technologiques, négoces de services, commerces et services.
Ces dernières années une accélération s'est produite pour un aménagement d'établissements dans le secteur des loisirs, du sport et de la restauration avec cafés, restaurants, hôtels et cinéma.

## Évolution démographique
| 2012 | 2015 | 2019 |
| ---- | ---- | ---- |
| 250  | 218  | 191  |

## Noms de certaines rues et place du quartier
Le nom des rues du quartier fait référence à son histoire et au site de l'Arsenal :
- Rue de la Chaudronnerie.
- Rue de la Cartoucherie.
- Chemin des Poudrières.
- Rue des Gargousses.
- Rue de la Fonderie.
- Rue des Forges, axe ouest est de la zone d'activités et de loisir.

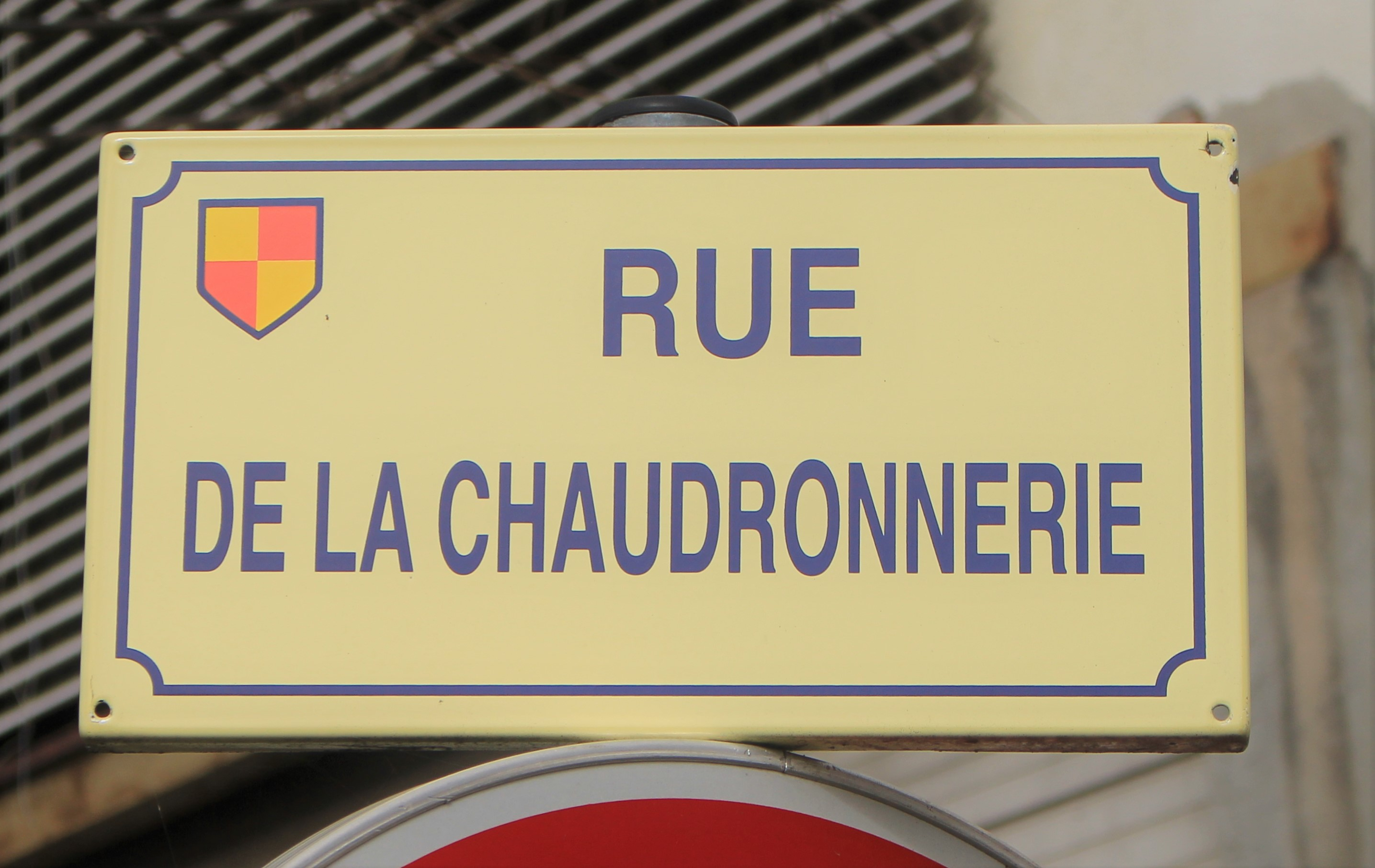
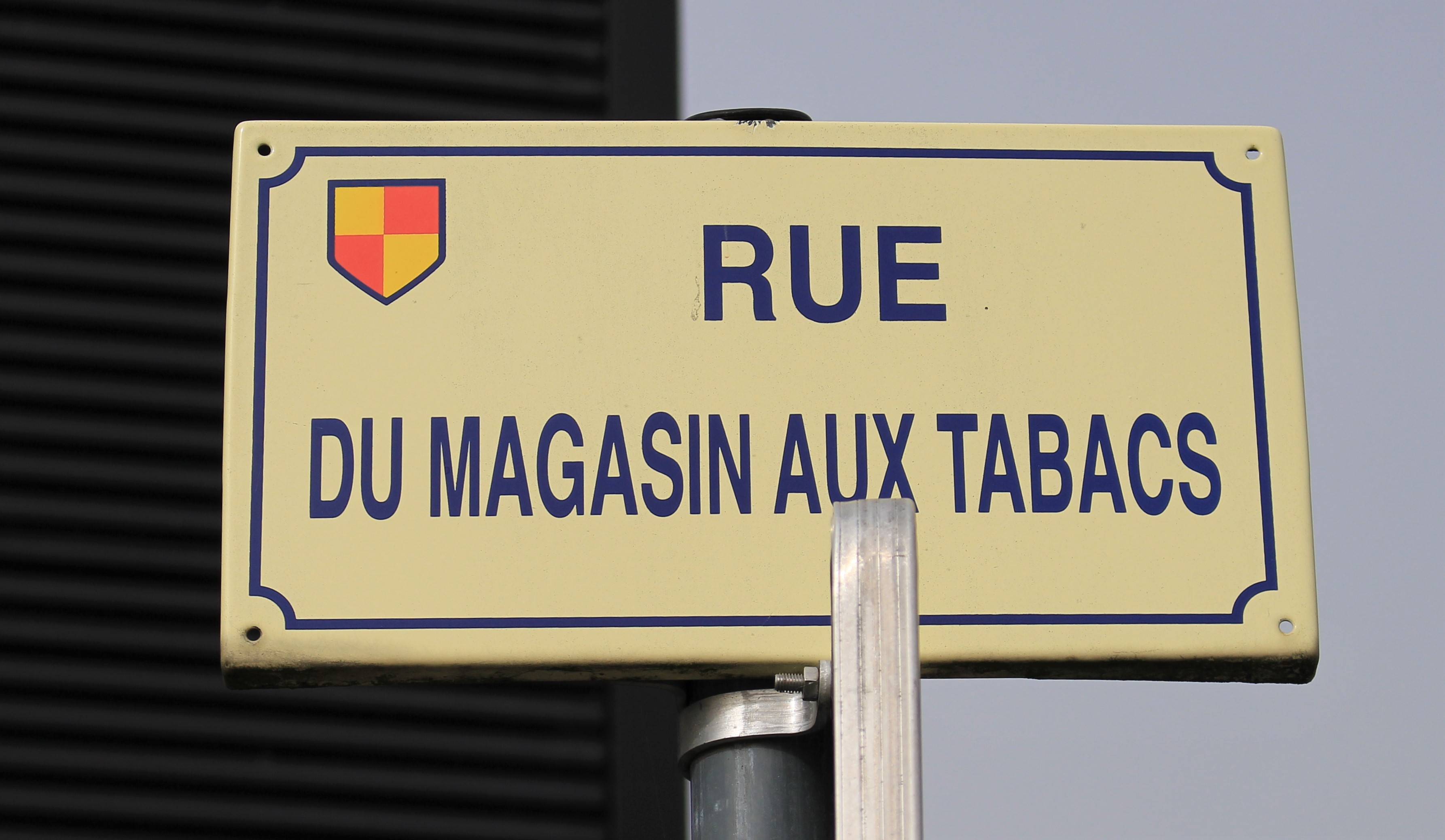
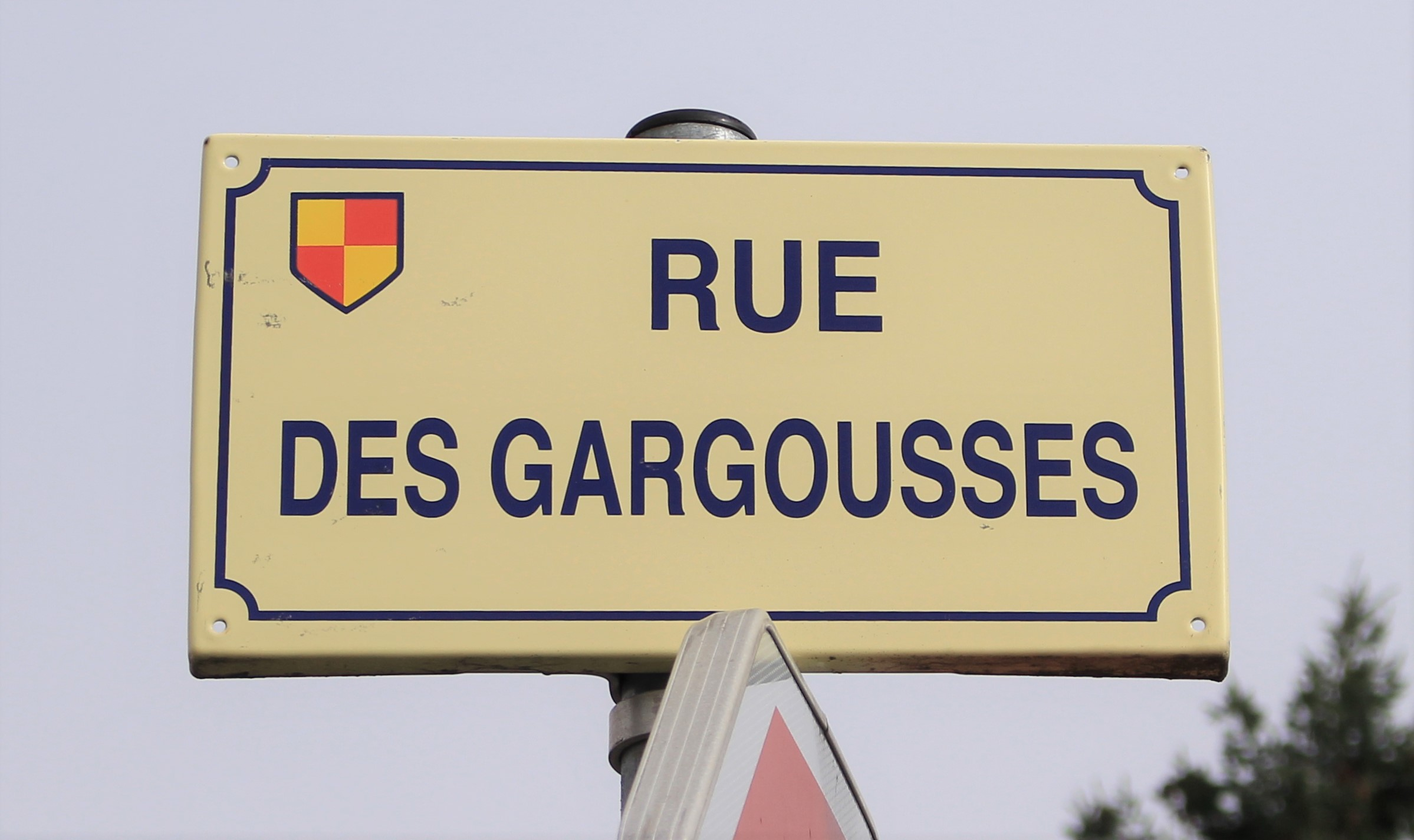
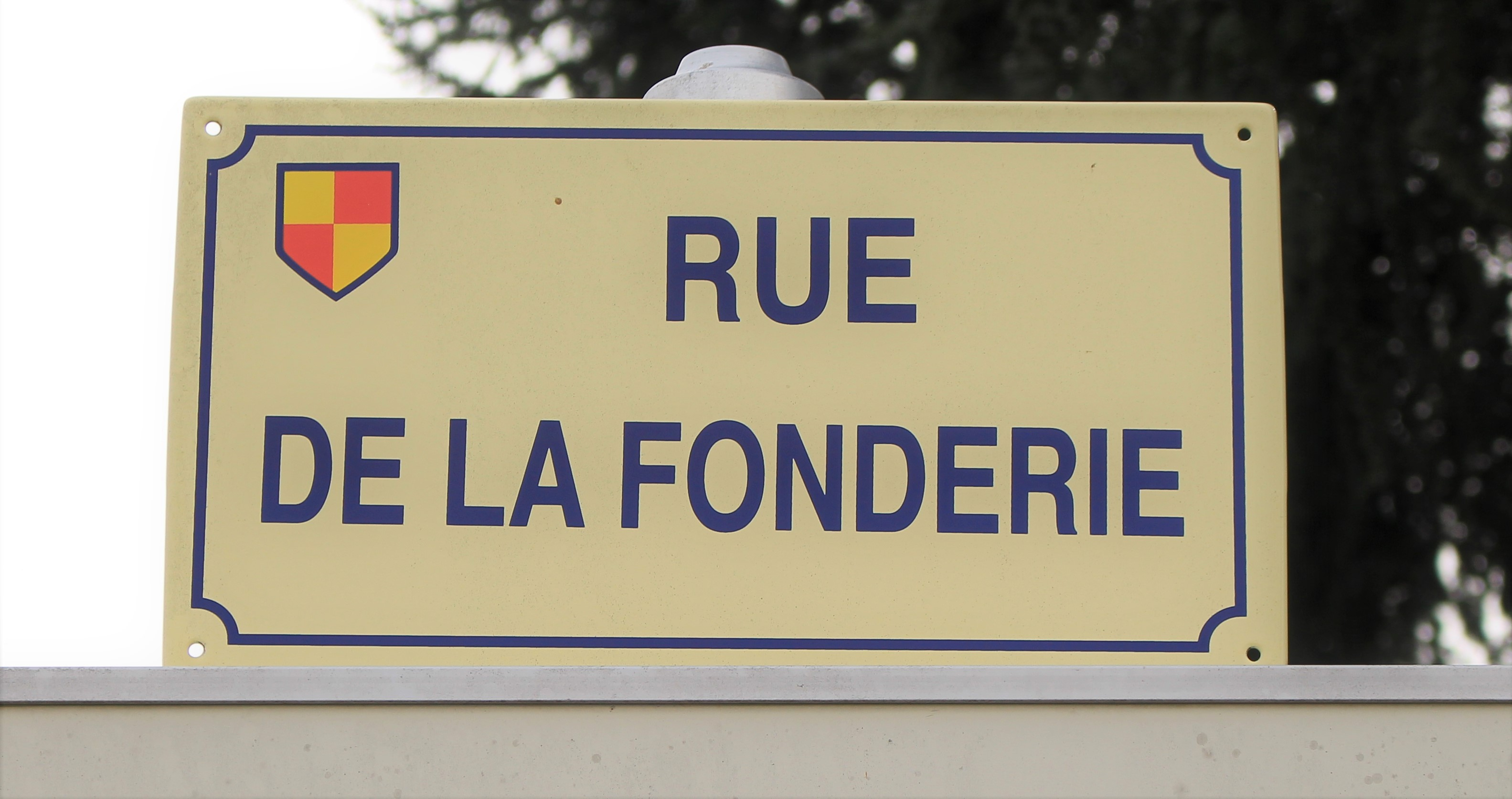

- Place Daniel-Gerbault.

## Infrastructures

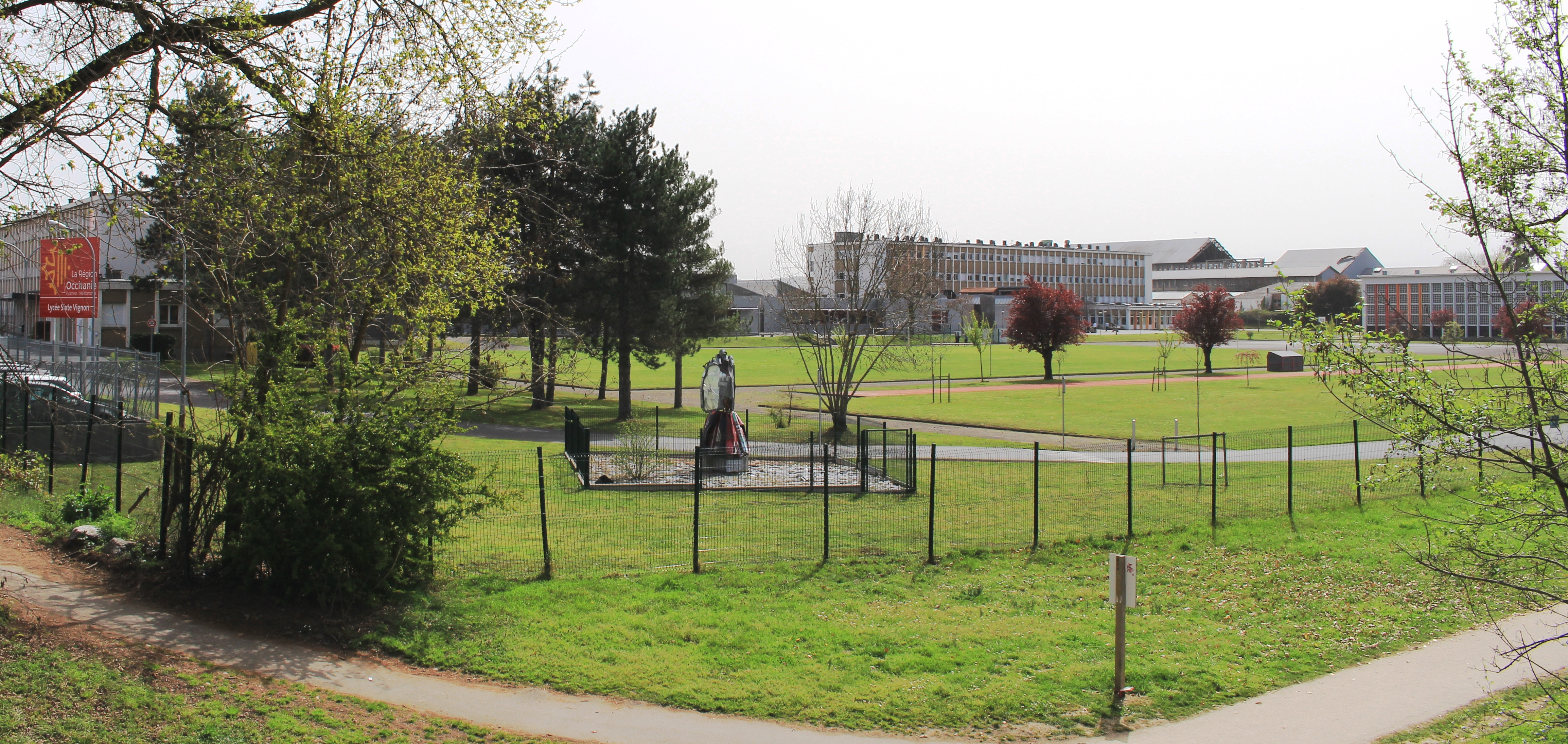
Lycée professionnel Sixte Vignon.

### Édifices publics
- Archives municipales.
- Pôle emploi.
- Siege des transports de la région Occitanie.
- Lycée professionnel : Sixte Vignon

### Sportives

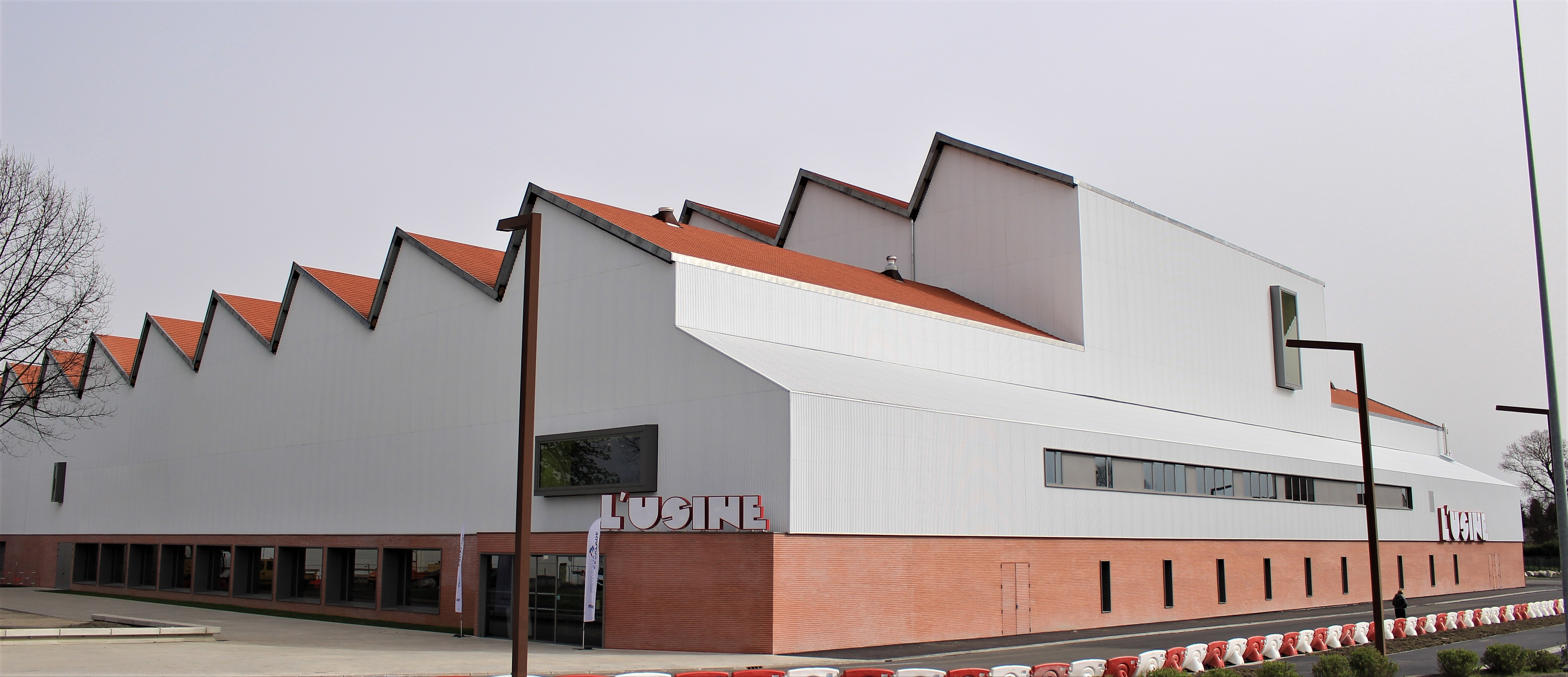
Salle de sport L'Usine (bâtiment 117).

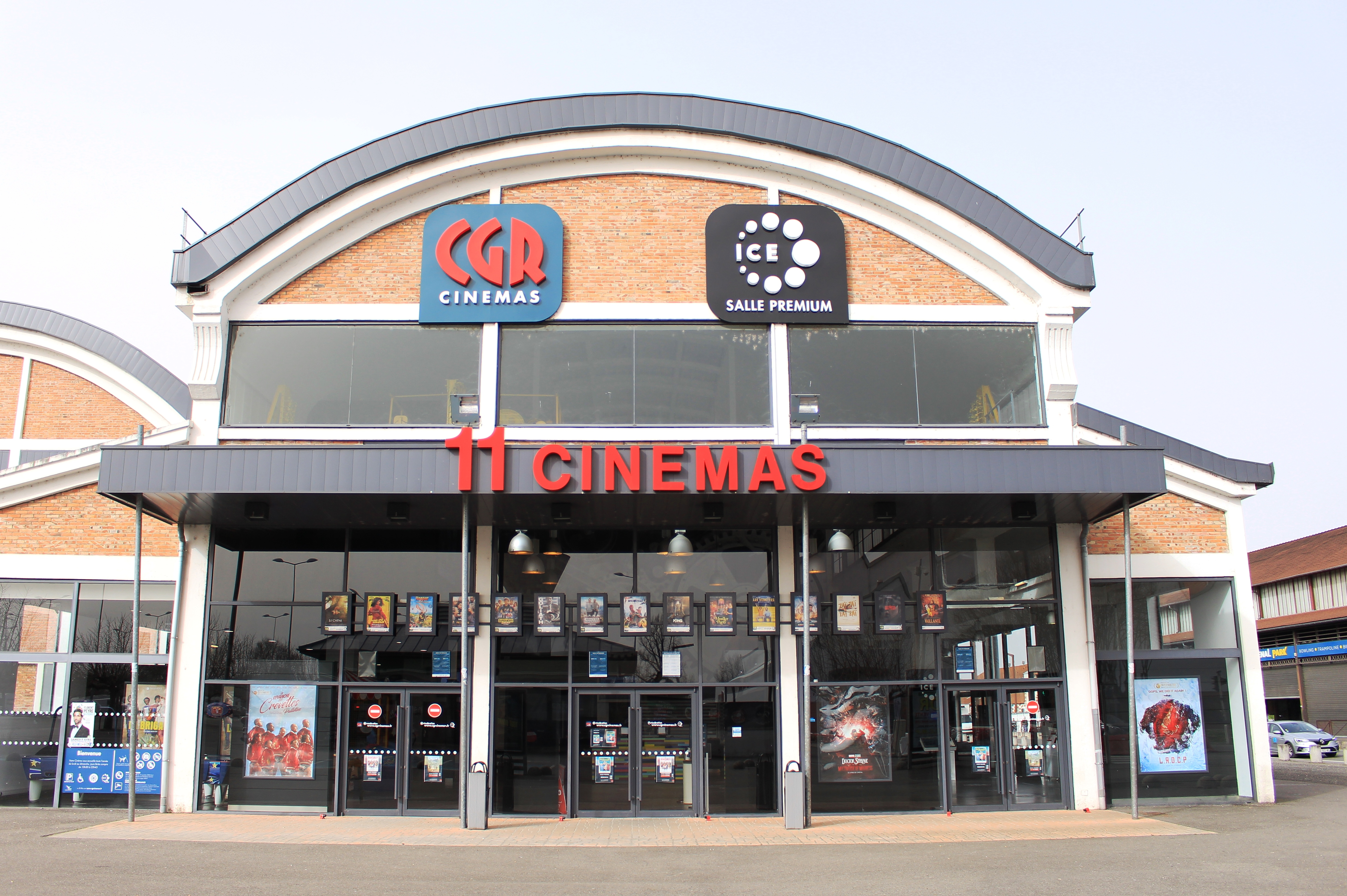
Le Méga CGR (bâtiment 119).

- Gymnase l'Usine, salle de sport d’escalade, athlétisme…
- Canoë-kayak sur l'Adour.
- Gymnase de l'Edelweiss, club multisports de Tarbes.
- Parcours sportif des berges de l'Adour et voie verte du CaminAdour.

### Cultures
- Le Méga CGR, cinéma multiplexe.

### Entreprises
- Nexter[2]

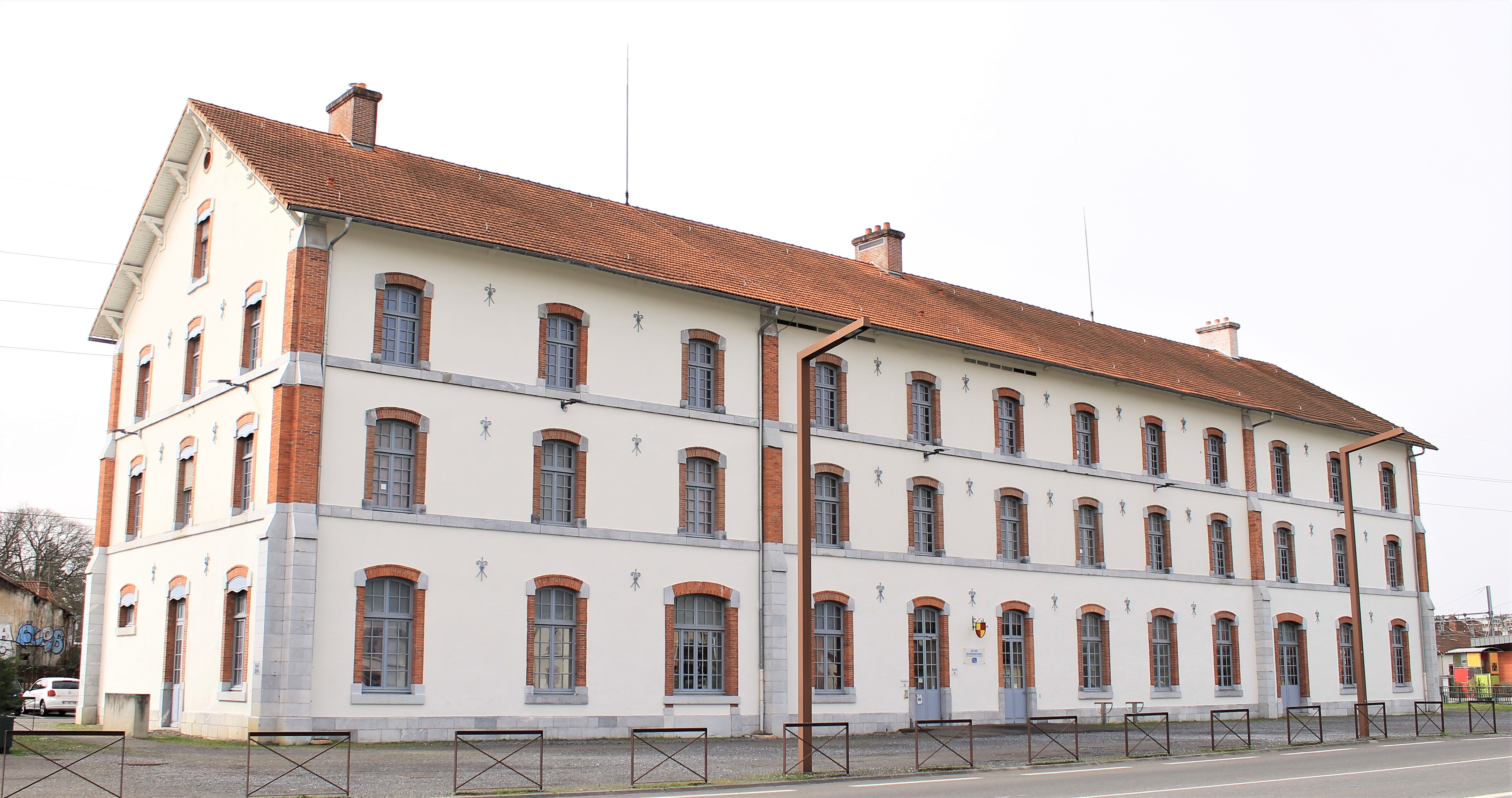
Le bâtiment 103 (Archives municipales).
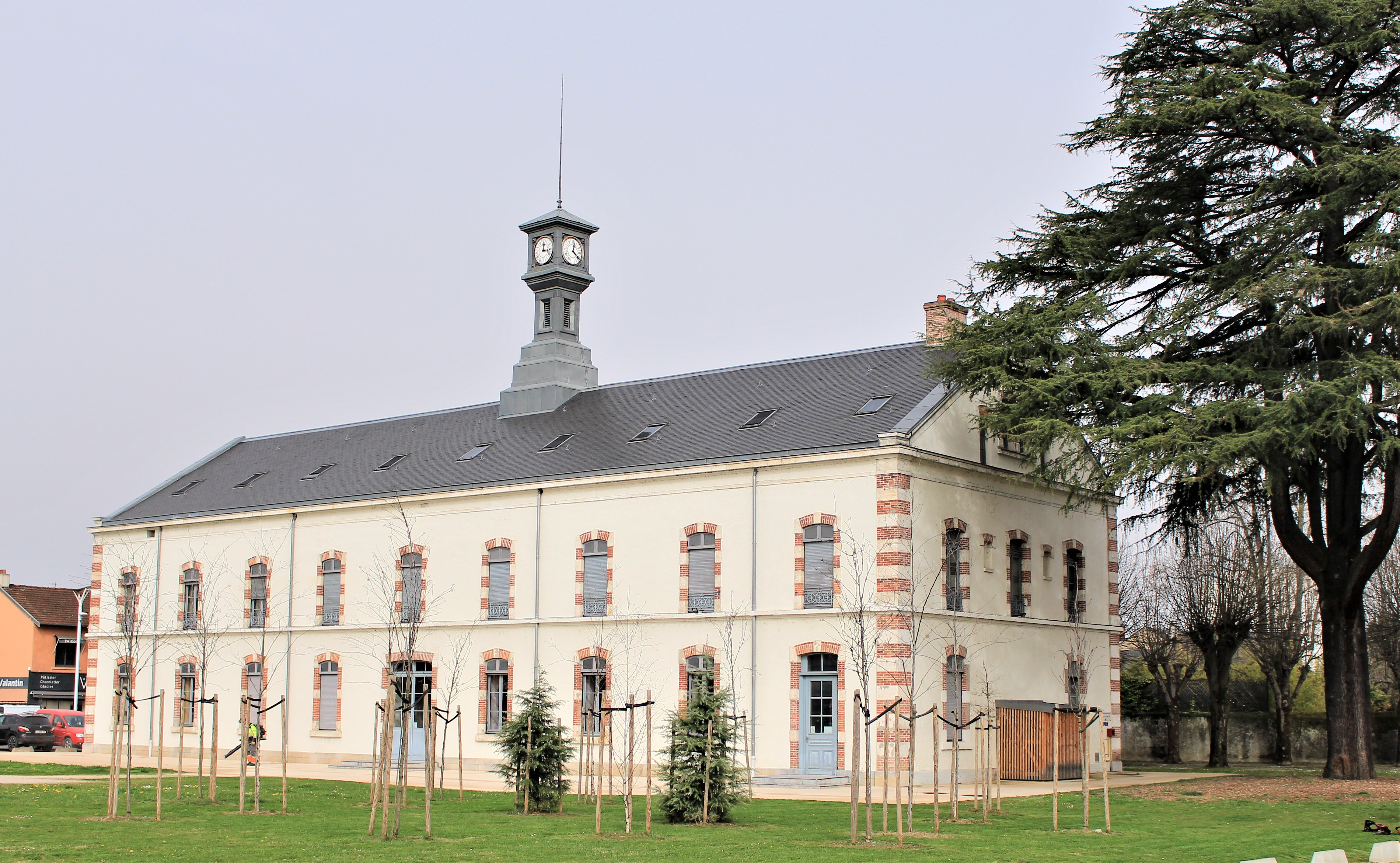
Le bâtiment 100 (Maison des Associations).
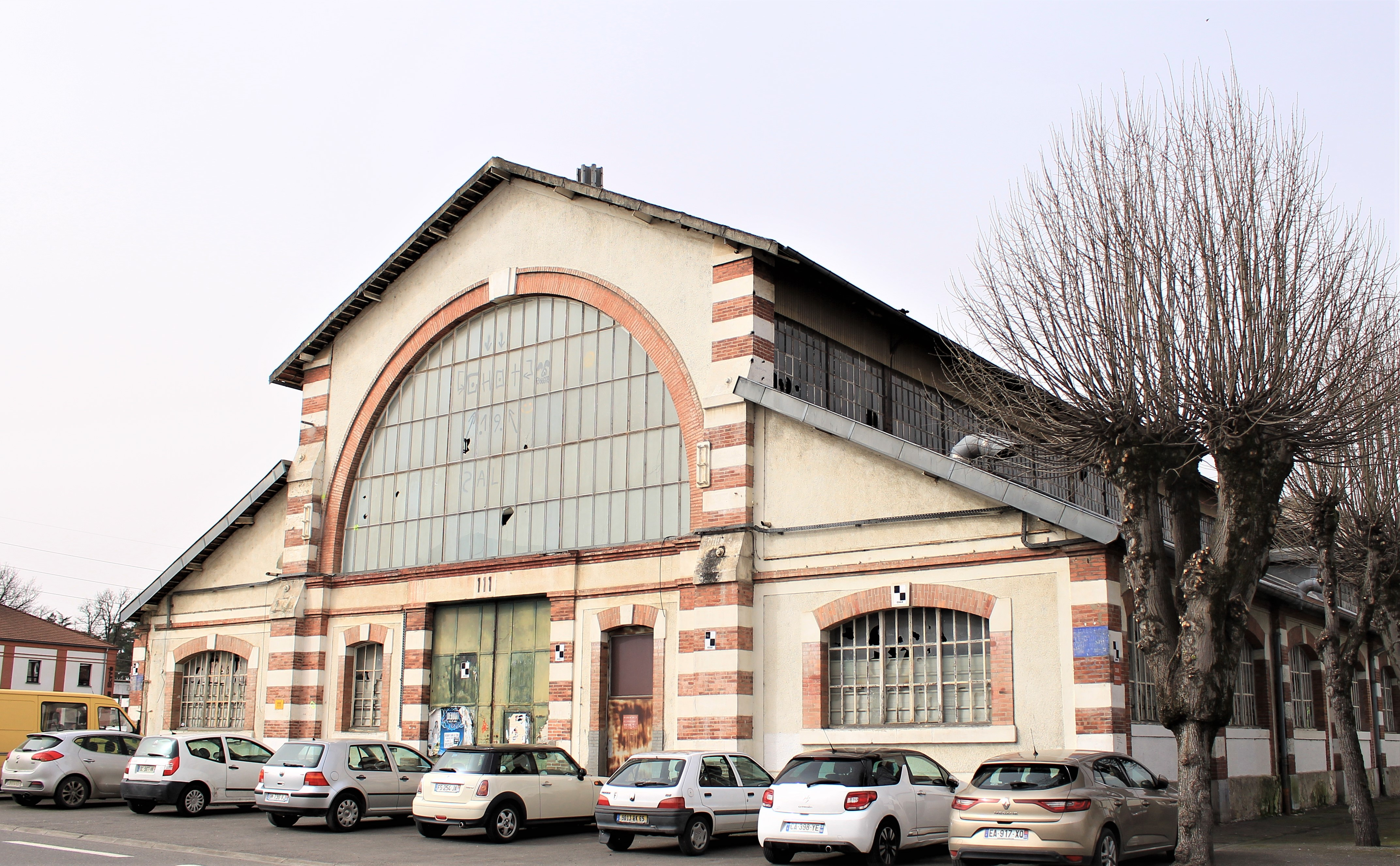
Le bâtiment 111.
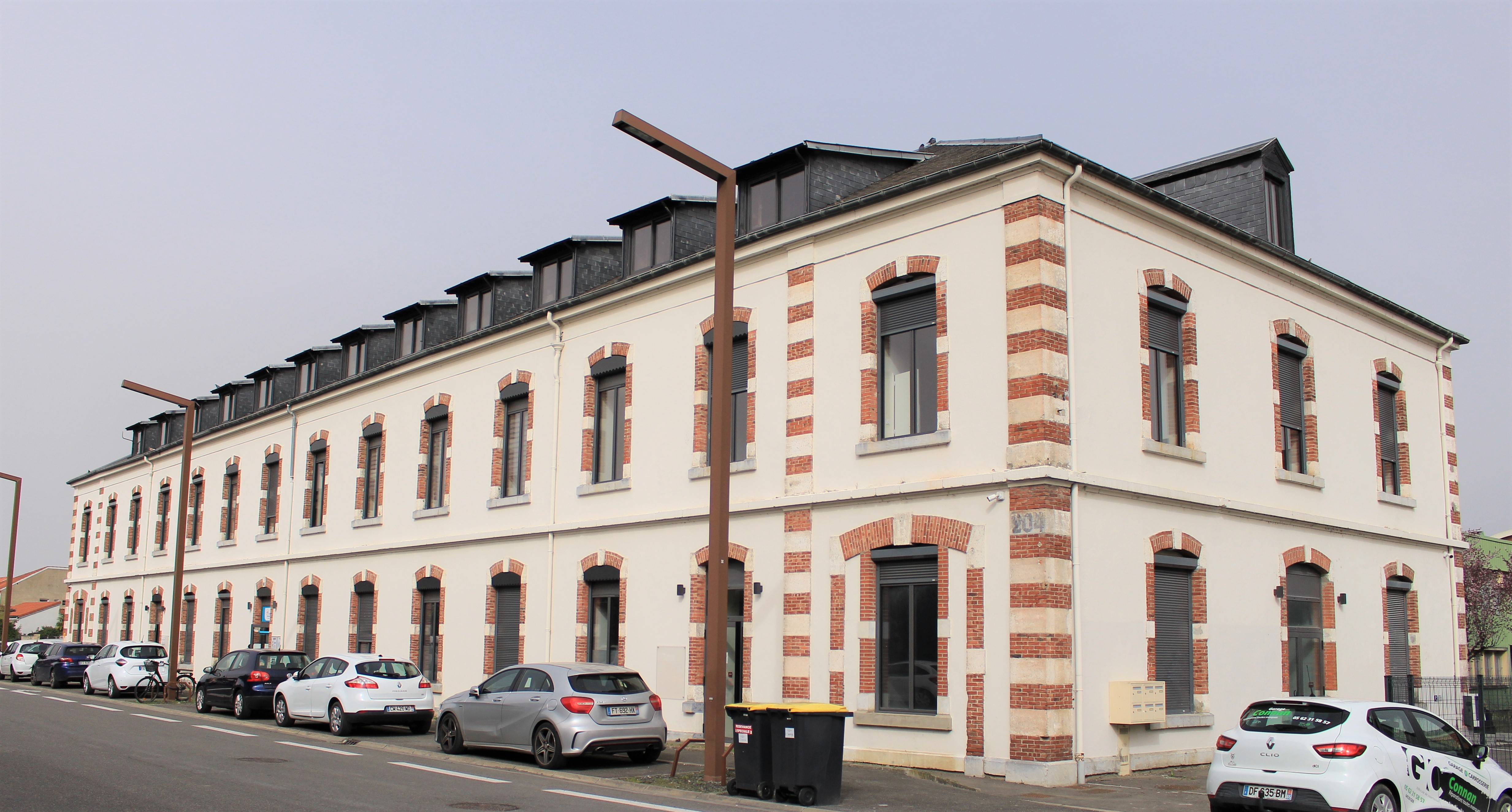
Le bâtiment 204.

## Personnalités liées au quartier

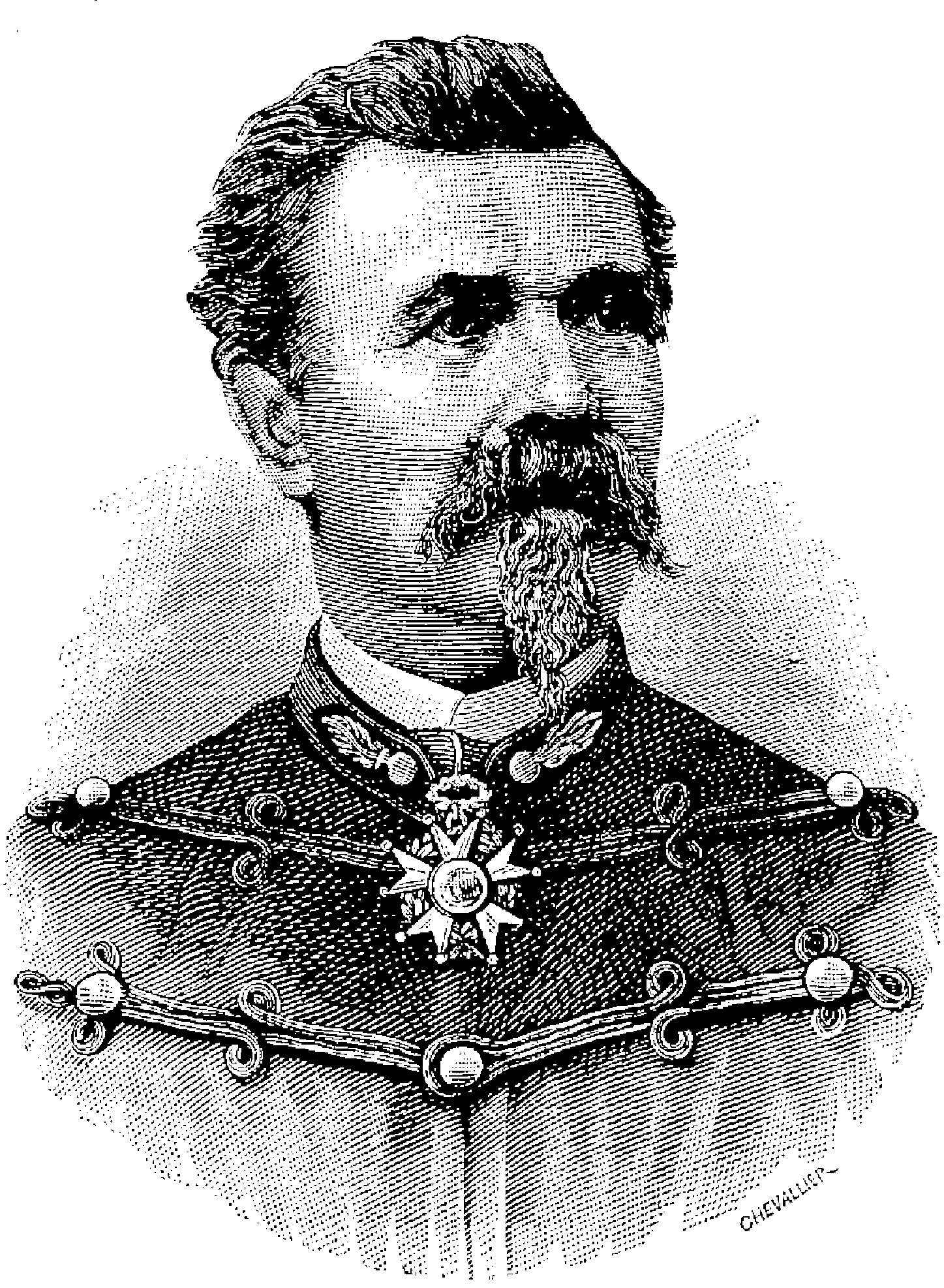
Le général Reffye.

- Jean-Baptiste Verchère de Reffye, général d'artillerie, créateur et directeur de l'Arsenal de Tarbes, fabrique d’armes et de canons.

## Transports
C'est l'entreprise Keolis qui exploite les lignes urbaines de bus de Tarbes, depuis le 17 octobre 2020.

## Associations
- La maison des associations de l'Arsenal.